# Ben Gillies
Benjamin David Gillies (Newcastle, Nova Gales do Sul, 24 de outubro de 1979) é um músico australiano, mais conhecido por ter sido o baterista da banda de rock Silverchair. Além do Silverchair, Ben é compositor e baterista do grupo musical Tambalane. Como músico, ele também canta, toca violão e toca contra-baixo, instrumento o qual ele ensinou ao baixista Chris Joannou como tocar em três meses e guitarra. Nos estudos, além da faculdade de música, Ben estudou Biologia Marinha e Matemática Avançada.
Ben é lembrado muitas vezes pelo seu kit de bateria representar as cores principais do conceito de cada disco (como seu kit colorido, na turnê do disco Diorama). Ele usa pratos da marca Sabian e tem baquetas personalizadas.
Quando não estava em turnê com o Silverchair, Ben ensina bateria em uma escola de música, Rosie's School of Rock, em Newcastle, Austrália. Ben já trabalhou em uma loja de cds, quando o Silverchair fazia uma pausa após a turnê do disco Neon Ballroom, em 2000. Ele casou-se com Jackie Ivancevic (que era amiga de Ben na adolescência), sendo que Daniel Johns foi o padrinho do casal. Ben gosta muito de Surf, praticando o esporte na sua cidade - Newcastle. Além do Surf, Ben adora cozinhar e gosta muito de pizza. Além da bateria Ben também é percussionista.

## Vida pessoal
Sua esposa Jackie Gillies trabalha como uma profissional psíquico e está em The Real Housewives of Melbourne.

## Equipamento
- Frogstomp/Freak Show/Neon Ballroom era:
  - Pearl Masters Custom Drums and Sabian Cymbals:
  - Pearl Drums - Black
  - 6x14" Snare
  - 12x14" Tom
  - 16x16" Floor Tom
  - 16x18" Floor Tom
  - 16x24" Bass drum
  - 19" AAX Metal Crash
  - 20" AAX Metal Crash
  - 21" AAX Metal Crash
  - 21" AA Heavy Ride
  - 14" AAX Metal Hi-Hats
- Diorama era:
  - Le Soprano Drums and Sabian Cymbals:
  - Le Soprano Drums - Prima Original Ben Gillies Signature
  - 14x6.5" Ben Gillies Signature Snare
  - 13x8" Rack Tom
  - 16x15"Floor Tom
  - 18x15" Floor Tom
  - 24x16" Bass Drum
  - 14" HH Dark Hi-Hats
  - 18" HH Dark Crash
  - 21" HH Vintage Ride
  - 20" Sabian Radia Crash
- Young Modern era:
  - Le Soprano Drums and Sabian Cymbals:
  - Le Soprano Drums - Prima Original in Cherry Red
  - 14x6.5" Ben Gillies Signature Snare
  - 12x9" Rack Tom
  - 13x08" Rack Tom
  - 16x16"Floor Tom
  - 18x16" Floor Tom
  - 24x16" Bass Drum
  - 14" HH Dark Hi-Hats
  - 18" HH Dark Crash
  - 21" HH Vintage Ride
  - 20" HH Radia Crash (discontinued)
  - (Same as above, but with a 12x13" Tom next to his 9x12" Tom.)